# Де Дейн, Вим
Вим Де Дейн (нидерл. Wim De Deyne; род. 12 декабря 1977, Брюгге, Западная Фландрия) — бельгийский шорт-трекист, участник зимних Олимпийских игр 2002, 2006 годов. Чемпион Европы 2009 года.

## Спортивная карьера
Вим Де Дейн начал свою карьеру на международном уровне в 1995 году, выступая за клуб «Boudewijnpark Speed Skating Club», и приняв участие в юниорском чемпионате мира в Калгари, где занял в общем зачёте 9-е место. В течение нескольких лет он не мог пробиться в основной состав сборной, но в 2001 году он участвовал в отборочном турнире к зимним Олимпийским играм 2002 года и прошел квалификацию на дистанциях 500 и 1000 метров, а также попал в состав бельгийской эстафетной команды.
На чемпионате Европы в Гренобле 2002 года он дебютировал и выиграл серебряную медаль в эстафете. В феврале на зимних Олимпийских играх в Солт-Лейк-Сити он занял 7-е место на дистанции 500 м и 11-е на 1000 метров, а эстафетная команда выбыла в предварительном раунде. Неплохие результаты он показал в следующем году на чемпионате Европы в Санкт-Петербурге, где занял 4-е место на дистанции 500 метров и в общем зачёте был 8-м.
В 2004 году на чемпионате Европы в Зутермере Де Дейн занял 12-е место в общем зачёте, после чего принял участие в чемпионате мира в Гётеборге, где занял 11-е место в беге на 500 м и стал 20-м в личном зачёте многоборья. Через год на чемпионате Европы в Турине он остался на 11-м месте в общем зачёте и на 20-м на чемпионате мира в Пекине.
В январе 2006 года на чемпионате Европы в Крынице-Здруй Вим занял 15-е место в общем зачёте и через месяц на зимних Олимпийских играх в Турине участвовал на дистанции 500 м и дошёл до полуфинала, но в итоге занял общее 8-е место, а на 1500 м был дисквалифицирован. В 2007 году на чемпионате Европы в Шеффилде занял 7-е место в беге на 500 м и 12-е в общем зачёте, а на Кубке мира в Херенвене стал 2-м в беге на 1000 м.
Следующий 2008 год стал не совсем успешным для Де Дейна, на европейском первенстве в Латвии он был только 26-м, а на чемпионате мира в Канныне на дистанции 500 м поднялся на 8-е место. Кульминацией его карьеры стала золотая медаль в беге на 500 м на чемпионате Европы в Турине и где он занял 5-е место в общем зачёте многоборья. Он планировал завершить карьеру после зимних Олимпийских игр 2010 года в Ванкувере, но серьёзный перелом ноги на соревнованиях Кубка мира в Сеуле положил конец его карьере в сентябре 2009 года.

## Карьера тренера и предпринимателя
Вим Де Дейн после завершения карьеры в 2010 году стал помощником главного тренера сборной Нидерландов по экипировке и проработал там в течение 5 лет. С 2015 года работал в Брюгге по профессиональной экипировке спортсменов. В 2017 году 39-летний Де Дейн стал членом технического комитета по шорт-треку Международного союза конькобежцев (ISU).